# Renata Voráčová
Renata Voráčová (Zlín, 6 oktober 1983) is een professioneel tennisspeelster uit Tsjechië. Zij begon met tennis toen zij zeven jaar oud was.

## Loopbaan
Als junior was Voráčová een veelbelovend speelster in het enkelspel – zij behaalde de vierde positie op de wereldranglijst bij de junioren.
In 2000 nam Voráčová voor het eerst deel aan een professioneel toernooi bij de volwassenen: het ITF-toernooi van Hvar. Nog datzelfde jaar bereikte zij al een finale, in het enkelspeltoernooi van Staré Splavy. In 2001 won zij voor het eerst een toernooi: het ITF-dubbelspeltoernooi van Quartu Sant'Elena. Later dat jaar won Voráčová haar eerste enkelspeltitel, op het ITF-toernooi van Mexico-Stad.
In 2002 nam zij voor het eerst deel aan WTA-toernooien: in het dubbelspel in Porto, en in Warschau zowel in het enkel- als in het dubbelspel. Later dat jaar wist zij haar eerste WTA-finale meteen in een dubbelspeltitel om te zetten, op het WTA-toernooi van Pattaya samen met de Ierse Kelly Liggan.
Sindsdien richtte Voráčová zich vooral op het vrouwendubbelspel, waarin zij veel toernooien op haar naam wist te zetten, voornamelijk in het ITF-circuit.
Haar beste resultaat op de grandslamtoernooien is het bereiken van de halve finale, op Wimbledon 2017 samen met de Japanse Makoto Ninomiya.

## Posities op deWTA-ranglijst
Positie per einde seizoen:
| jaar | rang enkelspel | rang dubbelspel |
| ---- | -------------- | --------------- |
| 2000 | 750            | –               |
| 2001 | 240            | 379             |
| 2002 | 131            | 129             |
| 2003 | 132            | 82              |
| 2004 | 569            | 206             |
| 2005 | 281            | 161             |
| 2006 | 165            | 90              |
| 2007 | 109            | 43              |
| 2008 | 137            | 65              |
| 2009 | 135            | 61              |
| 2010 | 82             | 52              |
| 2011 | 163            | 58              |
| 2012 | 298            | 68              |
| 2013 | 194            | 87              |
| 2014 | 171            | 60              |
| 2015 | 242            | 86              |
| 2016 | 643            | 65              |
| 2017 | –              | 30              |
| 2018 | 693            | 111             |
| 2019 | 627            | 51              |
| 2020 | 822            | 62              |
| 2021 | –              | 79              |
| 2022 | –              | 107             |

## Palmares
| Legenda                | Legenda                  |
| ---------------------- | ------------------------ |
| Grandslamtoernooi      |                          |
| Olympische Spelen      |                          |
| Year-End Championships |                          |
| tot 2009               | 2009 – 2020 / vanaf 2021 |
| Tier I                 | Premier Mandatory        |
| Tier II                | Premier Five / WTA 1000  |
| Tier III               | Premier / WTA 500        |
| Tier IV & V            | International / WTA 250  |
|                        | Challenger / WTA 125     |

### WTA-finaleplaatsen enkelspel
geen

### WTA-finaleplaatsen vrouwendubbelspel
| nr.              | finale     | toernooi          | ondergrond    | partner                    | tegenstandsters                           | score             |         |
| ---------------- | ---------- | ----------------- | ------------- | -------------------------- | ----------------------------------------- | ----------------- | ------- |
| gewonnen finales |            |                   |               |                            |                                           |                   |         |
| 01.              | 2002-11-10 | WTA Pattaya       | hardcourt     | Kelly Liggan               | Lina Krasnoroetskaja Tatjana Panova       | 7-5, 7-6          | details |
| 02.              | 2006-09-24 | WTA Portorož      | hardcourt     | Lucie Hradecká             | Eva Birnerová Émilie Loit                 | walk-over         | details |
| 03.              | 2007-07-29 | WTA Bad Gastein   | gravel        | Lucie Hradecká             | Ágnes Szávay Vladimíra Uhlířová           | 6-3, 7-5          | details |
| 04.              | 2007-09-23 | WTA Portorož      | hardcourt     | Lucie Hradecká             | Andreja Klepač Jelena Lichovtseva         | 5-7, 6-4, [10-7]  | details |
| 05.              | 2009-08-02 | WTA Istanbul      | hardcourt     | Lucie Hradecká             | Julia Görges Patty Schnyder               | 2-6, 6-3, [12-10] | details |
| 06.              | 2010-10-17 | WTA Linz          | hardcourt (i) | Barbora Záhlavová-Strýcová | Květa Peschke Katarina Srebotnik          | 7-5, 7-6          | details |
| 07.              | 2011-04-24 | WTA Fez           | gravel        | Andrea Hlaváčková          | Nina Brattsjikova Sandra Klemenschits     | 6-3, 6-4          | details |
| 08.              | 2012-07-14 | WTA Palermo       | gravel        | Barbora Záhlavová-Strýcová | Darija Jurak Katalin Marosi               | 7-6, 6-4          | details |
| 09.              | 2014-10-12 | WTA Japan (Osaka) | hardcourt     | Shuko Aoyama               | Lara Arruabarrena Tatjana Maria           | 6-1, 6-2          | details |
| 10.              | 2014-11-09 | WTA Limoges       | hardcourt (i) | Kateřina Siniaková         | Tímea Babos Kristina Mladenovic           | 2-6, 6-2, [10-5]  | details |
| 11.              | 2017-06-11 | WTA Bol           | gravel        | Chuang Chia-jung           | Lina Gjorcheska Aleksandrina Naydenova    | 6-4, 6-2          | details |
| 12.              | 2017-08-05 | WTA Washington    | hardcourt     | Shuko Aoyama               | Eugenie Bouchard Sloane Stephens          | 6-3, 6-2          | details |
| 13.              | 2019-07-27 | WTA Palermo       | gravel        | Cornelia Lister            | Ekaterine Gorgodze Arantxa Rus            | 7-6, 6-2          | details |
| 14.              | 2019-08-04 | WTA Karlsruhe     | gravel        | Lara Arruabarrena          | Han Xinyun Yuan Yue                       | 6-7, 6-4, [10-4]  | details |
| verloren finales |            |                   |               |                            |                                           |                   |         |
| 01.              | 2006-07-30 | WTA Boedapest     | gravel        | Lucie Hradecká             | Janette Husárová Michaëlla Krajicek       | 6-4, 4-6, 4-6     | details |
| 02.              | 2007-11-04 | WTA Québec        | tapijt (i)    | Stéphanie Dubois           | Christina Fusano Raquel Kops-Jones        | 2-6, 6-7          | details |
| 03.              | 2009-10-25 | WTA Luxemburg     | hardcourt (i) | Vladimíra Uhlířová         | Iveta Benešová Barbora Záhlavová-Strýcová | 6-1, 0-6, [7-10]  | details |
| 04.              | 2010-05-01 | WTA Fez           | gravel        | Lucie Hradecká             | Iveta Benešová Anabel Medina Garrigues    | 3-6, 1-6          | details |
| 05.              | 2010-07-10 | WTA Båstad        | gravel        | Barbora Záhlavová-Strýcová | Gisela Dulko Flavia Pennetta              | 6-7, 0-6          | details |
| 06.              | 2015-01-10 | WTA Auckland      | hardcourt     | Shuko Aoyama               | Sara Errani Roberta Vinci                 | 2-6, 1-6          | details |
| 07.              | 2016-05-21 | WTA Neurenberg    | gravel        | Shuko Aoyama               | Kiki Bertens Johanna Larsson              | 3-6, 4-6          | details |
| 08.              | 2016-10-01 | WTA Tasjkent      | hardcourt     | Demi Schuurs               | Raluca Olaru İpek Soylu                   | 5-7, 3-6          | details |
| 09.              | 2016-11-20 | WTA Limoges       | hardcourt (i) | Anna Smith                 | Elise Mertens Mandy Minella               | 4-6, 4-6          | details |
| 10.              | 2017-01-07 | WTA Auckland      | hardcourt     | Demi Schuurs               | Kiki Bertens Johanna Larsson              | 2-6, 2-6          | details |
| 11.              | 2019-01-05 | WTA Shenzhen      | hardcourt     | Duan Yingying              | Peng Shuai Yang Zhaoxuan                  | 4-6, 3-6          | details |
| 12.              | 2019-03-16 | WTA Guadalajara   | hardcourt     | Cornelia Lister            | Maria Sanchez Fanny Stollár               | 5-7, 1-6          | details |
| 13.              | 2019-06-08 | WTA Bol           | gravel        | Cornelia Lister            | Timea Bacsinszky Mandy Minella            | 6-0, 6-7, [4-10]  | details |
| 14.              | 2022-09-24 | WTA Boedapest     | gravel        | Jesika Malečková           | Anna Bondár Kimberley Zimmermann          | 3-6, 6-2, [5-10]  | details |
| 15.              | 2023-06-10 | WTA Makarska      | gravel        | Anna Sisková               | Ingrid Neel Wu Fang-hsien                 | 3-6, 5-7          | details |

### Gewonnen ITF-toernooien enkelspel
| nr. | finale     | toernooi      | dotatie  | tegenstandster in finale | score          |
| --- | ---------- | ------------- | -------- | ------------------------ | -------------- |
| 01. | 2001-11-18 | Mexico-Stad   | $25.000  | Fabiola Zuluaga          | 6-1, 7-6       |
| 02. | 2005-03-20 | Amiens        | $10.000  | Karla Mraz               | 4-6, 6-2, 6-3  |
| 03. | 2006-01-15 | Stuttgart     | $10.000  | Jana Juričová            | 6-2, 6-4       |
| 04. | 2006-06-25 | Fontanafredda | $25.000  | Margalita Tsjachnasjvili | 6-3, 6-3       |
| 05. | 2007-07-12 | Gdynia        | $25.000  | Liana-Gabriela Ungur     | 6-4, 6-4       |
| 06. | 2009-10-11 | Podgorica     | $25.000  | Ana Timotić              | 7-5, 2-1, opg. |
| 07. | 2010-04-10 | Civitavecchia | $25.000  | Anna Floris              | 6-3, 6-3       |
| 08. | 2010-04-18 | Caïro         | $25.000  | Audrey Bergot            | 6-3, 6-4       |
| 09. | 2010-09-12 | Biella        | $100.000 | Zuzana Ondrášková        | 6-4, 6-2       |
| 10. | 2010-09-18 | Zagreb        | $25.000  | Magda Linette            | 6-1, 4-6, 6-4  |
| 11. | 2010-11-28 | Přerov        | $25.000  | Claire Feuerstein        | 4-6, 6-3, 7-5  |
| 12. | 2012-09-23 | Podgorica     | $50.000  | Maria Elena Camerin      | 3-6, 6-2, 6-0  |
| 13. | 2012-11-11 | Loughborough  | $10.000  | Julia Kimmelmann         | 7-5, 6-7, 6-3  |
| 14. | 2012-11-18 | Edgbaston     | $10.000  | Harriet Dart             | 6-4, 6-2       |
| 15. | 2013-05-25 | Caserta       | $125.000 | Beatriz Haddad Maia      | 6-4, 6-1       |

### Gewonnen ITF-toernooien dubbelspel
| nr. | finale     | toernooi            | dotatie  | partner                    | tegenstandsters in finale                         | score             |
| --- | ---------- | ------------------- | -------- | -------------------------- | ------------------------------------------------- | ----------------- |
| 01. | 2001-04-15 | Quartu Sant'Elena   | $10.000  | Paulina Slitrova           | Joelija Bejhelzymer Eugenia Subbotina             | 6-3, 6-4          |
| 02. | 2005-03-20 | Amiens              | $10.000  | Tatsiana Kapshay           | Sanne van den Biggelaar Suzanne van Hartingsveldt | 2-6, 7-6, 6-4     |
| 03. | 2005-07-17 | Vittel              | $50.000  | Hana Šromová               | Stanislava Hrozenská Lenka Němečková              | 6-4, 6-4          |
| 04. | 2005-10-02 | Biella              | $50.000  | Lucie Hradecká             | Maret Ani Mervana Jugić-Salkić                    | 6-4, 7-6          |
| 05. | 2005-10-09 | Nantes              | $25.000  | Mailyne Andrieux           | Marie-Ève Pelletier Aurélie Védy                  | 6-7, 7-5, 6-2     |
| 06. | 2005-11-13 | Le Havre            | $10.000  | Janette Bejlková           | Émilie Bacquet Louise Doutrelant                  | 6-3, 6-3          |
| 07. | 2005-12-17 | Valašské Meziříčí   | $25.000  | Darija Jurak               | Lucie Hradecká Sandra Záhlavová                   | 6-3, 6-3          |
| 08. | 2006-01-15 | Stuttgart           | $10.000  | Darija Jurak               | Kildine Chevalier Julie Coin                      | 6-2, 6-1          |
| 09. | 2006-04-01 | Poza Rica           | $25.000  | Matea Mezak                | Zsófia Gubacsi Kira Nagy                          | 6-2, 6-1, opg.    |
| 10. | 2006-06-04 | Galatina            | $25.000  | Danica Krstajić            | Kira Nagy Valentina Sassi                         | 6-4, 6-0          |
| 11. | 2006-06-24 | Fontanafredda       | $25.000  | Andrea Hlaváčková          | Daniela Klemenschits Sandra Klemenschits          | 6-4, 6-4          |
| 12. | 2006-07-01 | Padova              | $25.000  | Darija Jurak               | Larissa Carvalho Andreja Klepač                   | 6-4, 6-3          |
| 13. | 2006-07-09 | Vaihingen           | $25.000  | Monica Niculescu           | Eva Fislová Stanislava Hrozenská                  | 6-2, 6-7, 7-5     |
| 14. | 2006-09-24 | Mestre              | $50.000  | Monica Niculescu           | Margalita Tsjachnasjvili Tatjana Malek            | 6-4, 3-6, 6-4     |
| 15. | 2006-10-01 | Biella              | $50.000  | Barbora Strýcová           | Lucie Hradecká Michaela Paštiková                 | 6-3, 6-2          |
| 16. | 2007-06-09 | Přerov              | $75.000  | Lucie Hradecká             | Rossana de los Ríos Edina Gallovits               | 5-7, 6-3, 6-2     |
| 17. | 2007-06-16 | Zlin                | $50.000  | Lucie Hradecká             | Michaela Paštiková Hana Šromová                   | 6-2, 2-6, 6-4     |
| 18. | 2007-07-22 | Contrexéville       | $50.000  | Barbora Záhlavová-Strýcová | Katsjarina Dzehalevitsj Ksenia Milevskaya         | 6-2, 6-2          |
| 19. | 2007-10-28 | Bratislava          | $100.000 | Barbora Záhlavová-Strýcová | Anastasia Rodionova Olha Savtsjoek                | 6-4, 6-4          |
| 20. | 2007-11-18 | Deauville           | $50.000  | Barbora Záhlavová-Strýcová | Akgul Amanmuradova Anastasija Jakimava            | 6-3, 7-5          |
| 21. | 2008-03-08 | Las Vegas           | $50.000  | Melinda Czink              | Chan Chin-wei Tetiana Luzhanska                   | 6-3, 6-2          |
| 22. | 2008-03-04 | Cagnes-sur-Mer      | $100.000 | Monica Niculescu           | Julie Coin Marie-Ève Pelletier                    | 6-7, 6-1, [10-5]  |
| 23. | 2008-07-04 | Cuneo               | $100.000 | Maret Ani                  | Olha Savtsjoek Marina Sjamajko                    | 6-1, 6-2          |
| 24. | 2008-07-18 | Biella              | $100.000 | Barbora Záhlavová-Strýcová | Lourdes Domínguez Lino Arantxa Parra Santonja     | 4-6, 6-0, [10-5]  |
| 25. | 2008-09-18 | Sofia               | $100.000 | Maret Ani                  | Lourdes Domínguez Lino Arantxa Parra Santonja     | 7-6, 7-6          |
| 26. | 2008-12-13 | Přerov              | $25.000  | Tereza Hladíková           | Ksenia Lykina Kateřina Vaňková                    | 6-0, 3-6, [10-3]  |
| 27. | 2009-02-07 | Sutton              | $25.000  | Raquel Kops-Jones          | Rebecca Marino Katie O'Brien                      | 6-3, 6-3          |
| 28. | 2009-04-24 | Bari                | $25.000  | Iryna Boerjatsjok          | Johanna Larsson Anna Smith                        | 5-7, 6-2, [10-5]  |
| 29. | 2009-05-03 | Makarska            | $50.000  | Tatjana Malek              | Tereza Hladíková Karolina Kosińska                | 6-4, 5-7, [10-6]  |
| 30. | 2009-07-11 | Zagreb              | $75.000  | Darija Jurak               | Jelena Tsjalova Anastasia Poltoratskaya           | 6-2, 7-5          |
| 31. | 2009-10-17 | Madrid              | $50.000  | Darija Koestova            | Jekaterina Ivanova Arina Rodionova                | 6-2, 6-2          |
| 32. | 2010-04-09 | Civitavecchia       | $25.000  | Darija Koestova            | Maret Ani Iryna Boerjatsjok                       | 7-5, 7-5          |
| 33. | 2010-04-18 | Caïro               | $25.000  | Eva Birnerová              | Ksenia Milevskaya Lenka Wienerová                 | 7-6, 6-4          |
| 34. | 2010-05-09 | Jounieh             | $50.000  | Petra Cetkovská            | Ksenia Milevskaya Lesja Tsoerenko                 | 6-4, 6-2          |
| 35. | 2010-10-09 | Jounieh             | $100.000 | Petra Cetkovská            | Eva Birnerová Andreja Klepač                      | 7-5, 6-2          |
| 36. | 2010-10-31 | Poitiers            | $100.000 | Lucie Hradecká             | Akgul Amanmuradova Kristina Barrois               | 6-7, 6-2, [10-5]  |
| 37. | 2011-07-30 | Olomouc             | $50.000  | Michaëlla Krajicek         | Joelija Bejhelzymer Elena Bogdan                  | 7-5, 6-4          |
| 38. | 2011-08-05 | Trnava              | $50.000  | Janette Husárová           | Jana Čepelová Lenka Wienerová                     | 7-6, 6-1          |
| 39. | 2011-09-23 | Foggia              | $25.000  | Janette Husárová           | Letícia Costas Moreira Inés Ferrer Suárez         | 6-1, 6-2          |
| 40. | 2012-05-18 | Casablanca          | $25.000  | Olha Savtsjoek             | Elena Bogdan Ioana Raluca Olaru                   | 6-1, 6-4          |
| 41. | 2012-06-15 | Craiova             | $50.000  | Lenka Wienerová            | Paula Kania Irina Chromatsjova                    | 2-6, 6-3, [10-6]  |
| 42. | 2012-07-22 | Contrexéville       | $50.000  | Joelija Bejhelzymer        | Tereza Mrdeža Silvia Njirić                       | 6-1, 6-1          |
| 43. | 2012-08-05 | Trnava              | $50.000  | Elena Bogdan               | Marta Domachowska Sandra Klemenschits             | 7-6, 6-4          |
| 44. | 2013-02-10 | Grenoble            | $25.000  | Maria Kondratjeva          | Nicole Clerico Letícia Costas Moreira             | 6-1, 6-4          |
| 45. | 2013-05-04 | Civitavecchia       | $25.000  | Stephanie Vogt             | Paula Kania Magda Linette                         | 6-3, 6-4          |
| 46. | 2013-05-12 | Trnava              | $75.000  | Mervana Jugić-Salkić       | Jana Čepelová Anna Karolína Schmiedlová           | 6-1, 6-1          |
| 47. | 2013-05-17 | Praag               | $100.000 | Barbora Záhlavová-Strýcová | Irina Falconi Eva Hrdinová                        | 6-4, 6-0          |
| 48. | 2013-05-25 | Caserta             | $25.000  | Danka Kovinić              | Elena Bogdan Cristina Dinu                        | 6-4, 7-6          |
| 49. | 2013-06-23 | Montpellier         | $25.000  | Irina Chromatsjova         | Inés Ferrer Suárez Paula Cristina Gonçalves       | 6-1, 6-4          |
| 50. | 2013-07-21 | Olomouc             | $100.000 | Barbora Záhlavová-Strýcová | Martina Borecká Tereza Malíková                   | 6-3, 6-4          |
| 51. | 2013-08-03 | Donetsk             | $75.000  | Joelija Bejhelzymer        | Vesna Dolonts Aleksandra Panova                   | 6-1, 6-4          |
| 52. | 2014-07-20 | Olomouc             | $50.000  | Petra Cetkovská            | Barbora Krejčíková Aleksandra Krunić              | 6-2, 4-6, [10-7]  |
| 53. | 2014-08-03 | Pilsen              | $25.000  | Sandra Klemenschits        | Lidzija Marozava Anastasija Vasyljeva             | 6-4, 7-5          |
| 54. | 2015-06-05 | Brescia             | $50.000  | Laura Siegemund            | María Irigoyen Stephanie Vogt                     | 6-2, 6-1          |
| 55. | 2016-05-15 | Saint-Gaudens       | $50.000  | Demi Schuurs               | Nicola Geuer Viktorija Golubic                    | 6-1, 6-2          |
| 56. | 2016-07-30 | Praag               | $75.000  | Demi Schuurs               | Sílvia Soler Espinosa Sara Sorribes Tormo         | 7-5, 3-6, [10-4]  |
| 57. | 2019-01-26 | Andrézieux-Bouthéon | $60.000  | Cornelia Lister            | Andreea Mitu Elena Gabriela Ruse                  | 6-1, 6-2          |
| 58. | 2022-11-20 | Bratislava          | $60.000  | Jesika Malečková           | Katarína Kužmová Viktória Kužmová                 | 2-6, 7-5, [13-11] |

## Resultaten grandslamtoernooien
| Legenda | Legenda                          |
| ------- | -------------------------------- |
| g.t.    | geen toernooi gehouden           |
| l.c.    | lagere categorie                 |
| –       | niet deelgenomen                 |
| G       | uitgeschakeld in de groepsfase   |
| 1R      | uitgeschakeld in de eerste ronde |
| 2R      | uitgeschakeld in de tweede ronde |
| 3R      | uitgeschakeld in de derde ronde  |
| 4R      | uitgeschakeld in de vierde ronde |
| KF      | uitgeschakeld in de kwartfinale  |
| HF      | uitgeschakeld in de halve finale |
| F       | de finale verloren               |
| W       | het toernooi gewonnen            |
| w-v     | winst/verlies-balans             |

### Enkelspel
| Australian Open | –  | 2R | 1R | 1R | 1R | 1R |
| Roland Garros   | –  | –  | –  | –  | 1R | –  |
| Wimbledon       | –  | –  | 1R | 1R | –  | –  |
| US Open         | 1R | 1R | –  | 1R | –  | –  |

### Vrouwendubbelspel
| toernooi        | 2003 | 2004 | 2005 |    | 2007 | 2008 | 2009 | 2010 | 2011 | 2012 | 2013 | 2014 | 2015 | 2016 | 2017 | 2018 | 2019 | 2020 | 2021 | 2022 |
| --------------- | ---- | ---- | ---- | -- | ---- | ---- | ---- | ---- | ---- | ---- | ---- | ---- | ---- | ---- | ---- | ---- | ---- | ---- | ---- | ---- |
| Australian Open | 2R   | 1R   | –    | 1R | 1R   | 1R   | 1R   | 1R   | –    | –    | 2R   | 1R   | –    | 1R   | 1R   | –    | 2R   | 1R   | –    |      |
| Roland Garros   | 1R   | –    | 1R   | 1R | 2R   | 1R   | 1R   | 2R   | 3R   | 1R   | 2R   | 1R   | –    | 1R   | 2R   | 1R   | 1R   | 1R   | –    |      |
| Wimbledon       | 3R   | –    | –    | 1R | 1R   | 1R   | 1R   | 2R   | 1R   | 1R   | 3R   | 1R   | 1R   | HF   | 1R   | 2R   | g.t. | 1R   | 1R   |      |
| US Open         | 1R   | –    | –    | 1R | 2R   | 1R   | 1R   | 1R   | 2R   | 1R   | 2R   | 1R   | 1R   | 1R   | 1R   | 1R   | –    | 2R   | –    |      |

### Gemengd dubbelspel
| Australian Open | –  | 1R | –  | –  | –  | 1R | –  |
| Roland Garros   | –  | –  | –  | –  | –  | –  | –  |
| Wimbledon       | 2R | –  | 3R | 2R | 1R | 2R | 2R |
| US Open         | –  | –  | –  | –  | 1R | –  | –  |